# Associação Académica da Praia
L'Associação Académica da Praia è una squadra di calcio che gioca nella prima divisione del Campionato regionale di Santiago (Sud) a Capo Verde. Il Campionato viene giocato, insieme ad altre tre squadre di Praia. 
L'Académica Praia ha vinto nella sua storia 2 titoli nazionali e 1 coppa nazionale di Capo Verde.

## Storia
Il club fu fondato il 15 dicembre 1962 e pochi mesi dopo divenne un club registrato della Associazione Calcistica Regionale di Santiago, una delle uniche due organizzazioni calcistiche esistenti prima dell'indipendenza.
L'Académica vinse il primo titolo importante nel 1965 battendo l'FC Derby da Mindelo 3–2 ai tempi supplementari, e aggiudicandosi l'unico titolo nazionale vinto prima dell'indipendenza. In seguito, la squadra vinse il titolo regionale di Santiago del 1968 (che all'epoca includeva squadre di altre isole) dopo aver battuto L'Os Garridos per un gigantesco 21-0 (9 dei 21 gol furono segnati da Luís Bastos). In finale, il club perse 1-0 contro il Mindelense. Il nome dell'allenatore dell'Académica Praia all'epoca, era Toka.
L'Académica Praia vinse il suo primo titolo di coppa regionale nel 1986 e celebrò il suo 25º anniversario nel 1987. Due anni dopo, l'Académica vinse il terzo titolo regionale dell'isola e partecipò ai campionati nazionali dove non riuscì a passare alle fasi superiori.
L'Académica arrivò 7° con 19 punti nella Prima Divisione di Santiago Sud del 2001-2002, e arrivò 8° nel 2003 con 13 punti. La squadra andò molto meglio nella stagione 2003-2004, quando vinse il suo quarto titolo regionale (fu anche il primo titolo vinto dalla squadra per la Zona Sud nel 2004) chiudendo la stagione con un record di 45 punti (fu il record regionale e nazionale fino a quando lo Sporting non ne stabilì uno nuovo nel 2005, con 49 punti). Il club, inoltre, concluse la stagione con 14 vittorie; record imbattuto fino al 2018. L'Académica si classificò seconda nelle due stagioni successive, totalizzando 43 punti e concludendo un'altra stagione con 14 vittorie. Nella terza stagione il club segnò 39 punti. Il titolo nazionale 2006 fu vinto dallo Sporting, mentre l'Académica si qualificò per le nazionali del 2007. Nelle due stagioni successive, il club segnò un totale di 40 gol. Nel 2009 vinse il titolo regionale, mentre l'anno successivo perse alcune posizioni in classifica. Nella stagione 2011 il club raggiunse un totale di 30 punti.
Celestino Mascarenhas fu l'allenatore della squadra per la stagione 2011-12; stagione che l'Académica Praia iniziò con una vittoria per 2-0 sul Varanda. Tre giorni dopo, il club celebrò il suo 50º anniversario. Successivamente l'Académica conseguì due ulteriori vittorie prima della sconfitta contro il Celtic il 15 gennaio. In seguito l'Académica pareggiò con il Ribeira Grande e subì una sconfitta per 2-0 contro lo Sporting. Prima della sconfitta per 3-0 contro il Desportivo il 4 marzo, l'Académica Praia ottenne 2 vittorie consecutive. Successivamente il club pareggiò con il Varanda prima di vincere contro il Vitória. L'Académica subì un'altra sconfitta, questa volta contro il Travadores, per 4–3 (alla 12ª giornata del campionato). La squadra riuscì a battere il Celtic, per poi perdere (inaspettatamente) contro il Ribeira Grande. L'Académica affrontò poi di nuovo lo Sporting, venendo nuovamente sconfitta. L'ultima vittoria stagionale dell'Académica fu contro il Tchandense alla 16ª giornata del campionato. Seguì il pareggio con il Boavista e la sconfitta per 1–3 contro il Desportivo il 27 aprile. L'Académica arrivò 4° nelle due stagioni successive. Il club iniziò la stagione 2012-13 con due vittorie consecutive prima di pareggiare nuovamente con il Ribeira Grande. Una settimana dopo l'Académica pareggiò con il Varanda con lo stesso risultato. Prima dell'ennesima sconfitta contro lo Sporting, l'Académica ebbe la meglio sul Boavista. Il 9 febbraio, prima del pareggio con il Bairro, l'Académica vinse contro il Travadores. Successivamente il club subì due sconfitte prima di ottenere una vittoria per 4-1 sul Tchadense. L'Académica vinse poi contro il Ribeira Grande (che stava perdendo punti in classifica) prima di perdere contro il Boavista alla 14ª giornata. La partita della 13ª giornata fu riorganizzata e giocata dopo la 14°. In questa occasione l'Académica vinse per 2–1 contro il Varanda. La 15ª giornata di campionato vide l'ennesima vittoria dello Sporting sull'Académica. Il club ottenne le sue due ultime vittorie stagionali, prima del pareggio con il Desportivo nell'ultima partita della stagione.
Nel 2014 l'Académica si posizionò 6° con un totale di 18 punti. Nella stagione regionale 2014/15 il club totalizzò 27 punti e realizzò 16 gol. Nella stagione 2015/16, il totale dei gol raddoppiò a 32 e il club arrivò 4° con 43 punti, 13 vittorie e 4 pareggi. Il presidente della squadra era Júlio Cesar Tomar e, fino al 2016, l'allenatore era Zé Piguita.

### La nuova svolta dell'Académica verso il successo
Nella stagione successiva, Kiki divenne il presidente della squadra e Janito Carvalho, che in precedenza aveva allenato lo Sporting Praia, ne divenne l'allenatore. L'Académica da Praia iniziò la stagione senza sconfitte per alcune stagioni, sconfisse l'ADESBA conseguendo (per la seconda volta) la sua prima vittoria (e la prima vittoria della stagione) nella prima settimana. Fu l'unico club a posizionarsi al 1º posto in classifica con tre punti e tre gol, un gol in più dello Sporting Praia. Nella seconda giornata di campionato, però, il club scese al secondo posto. L'11 dicembre, vinse contro il Desportivo e nelle settimane seguenti ottenne quattro vittorie consecutive portando la squadra dal 6º al 2º posto. In seguito a una sconfitta contro il Travadores all'11ª giornata, il club non poté più mantenere la 2ª posizione e scese al 4º posto, per poi risalire al 3° con una vittoria sul Benfica Praia, alla 15ª giornata, e sul Vitória, alla 17ª. Dopo l'ultima sconfitta della stagione contro il Boavista, il club rimase al 4º posto per il resto della stagione concludendola con 45 punti, un piccolo successo che, legato ai 45 punti del 2004, stabilì un record per il club.
La prima giornata della stagione 2017-18 avrebbe dovuto vedere l'Académica sfidare il Varanda, che però si ritirò venendo sostituito dal Tira Chapéu, una nuova squadra da poco inseritasi nella competizione. La partita fu rimandata al 3 gennaio. L'Académica Praia iniziò la stagione con una vittoria sul Travadores. Alla 3ª giornata, il 19 novembre, il club compì l'imprevedibile, ottenendo una vittoria in trasferta sull'onnipotente Sporting Praia con il risultato di 3-2. Fu anche la prima vittoria del club sullo Sporting dopo circa sette anni. Dopo la 3ª giornata l'Académica Praia salì al 3º posto in classifica dietro il Celtic da Praia e il Boavista Praia e davanti allo Sporting. L'Académica conseguì poi altre due vittorie con un punteggio di 0-2 (prima contro il debole Ribeira Grande, poi contro il Benfica) posizionandosi quindi al 2º posto. Una successiva sconfitta per 0-1 contro il Boavista fece scendere il club al 3º posto con 12 punti, dove rimase fino alla 6ª giornata. Dopo Celtic e Sporting Praia (primi a pari merito), l'Académica Praia era però la 2ª squadra in classifica per numero di gol (10). Il 3 gennaio fu finalmente giocata la partita della 1ª giornata tra Académica e Tira Chapéu, che vide l'Académica vincere per 4-0, e salire al 1º posto in classifica superando il Celtic. Il 10 gennaio l'Académica era ancora 1° con 27 punti, davanti al Celtic e al Boavista e quattro posizioni davanti "all'onnipotente Sporting". La squadra mantenne la posizione anche dopo la 10ª giornata arrivando a 30 punti. A metà gennaio, Lito, ex allenatore dello Sporting, divenne il nuovo allenatore dell'Académica Praia, che, dopo aver battuto il Tira Chapéu, lasciandolo in zona retrocessione, raggiunse la sesta vittoria consecutiva. Ciononostante, il club aveva ancora scarse possibilità di superare il record ottenuto dallo Sporting nella stagione precedente. Più avanti nella stagione, l'Académica segnò il suo 39º gol, cosa che la portò al secondo posto in assoluto per numero di reti (i record di gol stabiliti nelle stagioni 2007-2008 e 2008-2009 del Campionato di Santiago Sud erano ancora imbattuti). Alla 18ª giornata, l'Académica conseguì la quarta vittoria consecutiva sconfiggendo il Desportivo con il risultato di 1–0, stabilendo un nuovo record personale con 47 punti e 15 vittorie (il record regionale di vittorie era ancora detenuto dallo Sporting Praia, che aveva ottenuto 16 vittorie). Dopo aver sconfitto l'Eugėnio Lima alla 19ª giornata, il club raggiunse la sua 16ª vittoria, eguagliando il record dello Sporting. La squadra stabilì anche 2 nuovi record personali segnando 43 gol e totalizzando 53 punti (il terzo punteggio più alto mai ottenuto nel campionato dopo i risultati ottenuti nel 2017 da Boavista e Sporting). Quattro giorni dopo, con il pareggio del Boavista con l'Eugênio Lima, l'Académica, che aveva un vantaggio di otto punti sul Boavista, secondo classificato, divenne campione regionale vincendo (alla 22ª giornata) il suo primo titolo regionale dopo nove anni. L'Académica accumulò una serie di sette vittorie consecutive, l'ultima contro il Tchadense. Dopo quest'ultima partita, l'Académica stabilì un nuovo record regionale di punti (56), superando i 55 dello Sporting della stagione precedente. Complessivamente, per punti totali, l'Académica si posiziona 3º dietro allo Scorpion Vermelho (61 punti) e al Varandinha (63 punti). Queste ultime, però, sono 2 squadre del nord dell'isola e hanno stabilito i loro record nel 2015.
L'ultima partita della stagione vide l'Académica sfidare il Celtic Praia. In questa occasione la serie di sette vittorie consecutive e di 15 partite di imbattibilità si interruppero in quanto l'Académica perse per 1–2, infrangendo così anche un altro tentativo di record. La squadra chiuse la stagione con un nuovo record regionale di 56 punti; il 3° punteggio più alto nell'intero arcipelago.

### Nella competizione nazionale
Dopo aver vinto il suo 5º titolo regionale, la squadra prese parte al Campionato di Calcio di Capo Verde del 2004 come squadra del "Gruppo B". La prima partita vide l'Académica pareggiare 3-3 con il Vulcânico di Fogo l'8 maggio. La partita successiva vide invece la squadra vincere contro l'Onze Unidos di Maio. L'Académica vinse poi la 3ª partita per 4-1 contro l'SC Santa Maria of Sal, mentre l'ultima partita del girone terminò con una sconfitta per 2-1 contro l' FC Ultramarina del São Nicolau, giocata allo stadio di Ribeira Brava. L'Académica terminò il girone al 2º posto, classificandosi per le semifinali e sconfiggendo l'Académico do Aeroporto di Sal (il club che aveva vinto il Campionato Nazionale 2003) in due gare; con un punteggio di 4–2 all'andata e 2–1 al ritorno. L'Académica arrivò quindi in finale, dove giocò contro il Sal-Rei FC perdendo entrambe le partite; 2-0 all'andata e 1–2 al ritorno.
L'Académica prese parte al Campionato Nazionale, riuscendo ad arrivare fino alle semifinali, altre 2 volte. Quando partecipò nel 2007, la squadra si collocò di nuovo nel Gruppo B, e vinse la prima partita contro il Vulcânicos di Fogo lo stesso avversario che aveva affrontato al primo turno tre anni prima. L'Académica Praia subì successivamente una sconfitta contro il Rosariense di Santo Antão North. Un'altra partita, contro l'Académico do Aeroporto di Sal, si concluse invece senza gol da una parte e dall'altra. Il club conseguì in seguito altre due vittorie nella fase a gironi, sconfiggendo 2 squadre del nord di Santiago: lo Sporting Porto Novo e lo Scorpion Vermelho. L'Académica affrontò poi una squadra di Mindelo affiliata dell'Académica perdendo per 1-0 sia la partita di andata che quella di ritorno. L'Académica Praia si ripresentò poi al Campionato del 2009, questa volta nel Gruppo A. La squadra vinse la prima partita (giocata il 17 maggio) contro l'Os Foguetões di Santo Antão North e ottenne altre due vittorie prima del pareggio contro il Santa Maria di Sal. L'Académica non perse neanche una partita nella fase a gironi, sconfiggendo anche il club più potente di São Vicente, il Mindelense. L'Académica affrontò poi lo Sporting Port Novo giocando l'andata a Porto Novo all'Estádio Amílcar Cabral (fu l'ultima partita giocata prima dell'apertura di un nuovo stadio a nord-ovest). In quell'occasione l'Académica Praia segnò quattro gol (il primo segnato da Niki al 32') vincendo per 4-1. La partita di ritorno fu giocata a Várzea e in quell'occasione la partita finì 0-0. Con la vittoria per 4-1, l'Académica arrivò in finale dove affrontò lo Sporting (la rivalità fra le 2 squadre divenne quindi famosa a livello nazionale). L'Académica perse la partita di andata per 2-0. La gara di ritorno si concluse con un pareggio, con Body che segnò l'unico gol per l'Académica al 40'. L'Académica Praia perse quindi il titolo contro lo Sporting. La prossima apparizione dell'Académica al Campionato Nazionale fu nell'aprile 2018, nuovamente nel Gruppo A insieme all'affiliata Académica di Santo Antão Sud, all'Académica do Porto Novo e allo Sport Sal Rei Club (SSRC) di Boa Vista.
L'Académica da Praia fu la prima squadra a vincere la Coppa di Capo Verde nel settembre 2007 dopo aver sconfitto per 3-1 l'Académico do Aeroporto. Più tardi nel 2009, il club, in veste di campione della Zona Sud partecipò anche al Campionato dell'Isola di Santiago (ci sono due campionati diversi nella Zona Nord e in quella Sud dell'isola). Il Campionato prevedeva solo una singola partita in cui l'Académica, campione della Zona Sud si sfidò con l'Estrela dos Amadores, campione della Zona Nord. In quell'occasione l'Académica da Praia vinse il suo ultimo Campionato dell'Isola di Santiago.

## Cronistoria

### Era coloniale
| Anno | Finale    | Club          | Risultato |
| ---- | --------- | ------------- | --------- |
| 1965 | 3–2       | FC Derby      | Campione  |
| 1968 | Sconfitta | CS Mindelense | Finalista |

### Campionato nazionale
| Stagione | Div.    | Pos.    | Pl. | V  | Pa | P | GF | GS | DR  | P  | Coppa                | Note                | Playoff   |
| -------- | ------- | ------- | --- | -- | -- | - | -- | -- | --- | -- | -------------------- | ------------------- | --------- |
| 2004     | 1B      | 2       | 4   | 2  | 1  | 1 | 7  | 3  | +4  | 7  |                      | Promosso ai playoff | 4 ° posto |
| 2007     | 1B      | 2       | 5   | 3  | 1  | 1 | 6  | 3  | +3  | 10 | Vincitore            | Promosso ai playoff | 4 ° posto |
| 2009     | 1A      | 1       | 5   | 4  | 1  | 0 | 10 | 5  | +5  | 13 |                      | Promosso ai playoff | Finalista |
| 2018     | 1A      | 1       | 6   | 3  | 2  | 1 | 6  | 4  | +2  | 11 | Avanzato nei playoff | Campione            |           |
| Totale:  | Totale: | Totale: | 20  | 12 | 5  | 3 | 29 | 15 | +14 | 11 |                      |                     |           |

## Stadio

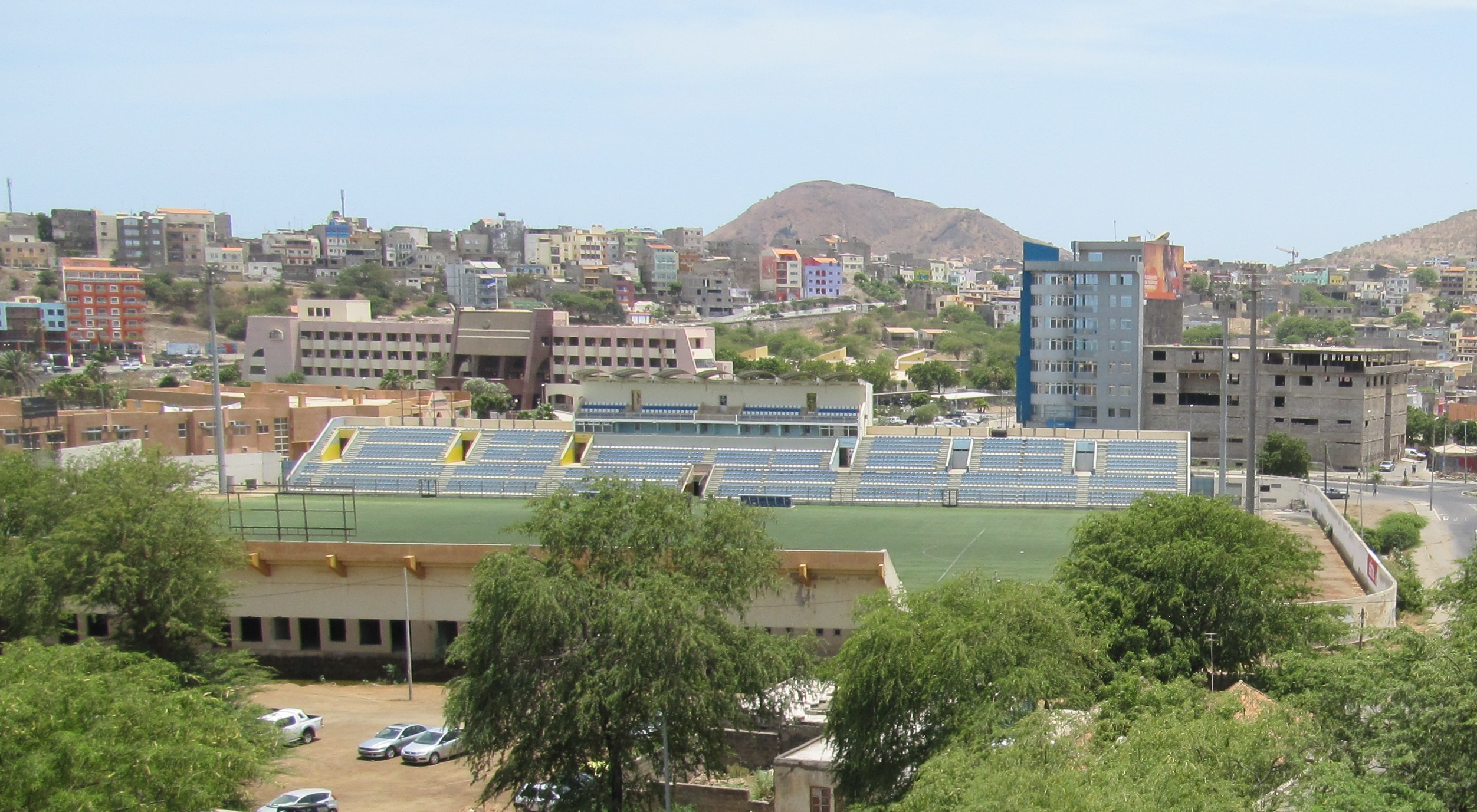
Estádio da Várzea, il campo di casa dell'Académica da Praia

L'Estádio da Várzea è uno stadio multiuso a Praia, Capo Verde, è utilizzato principalmente per le partite di calcio e può contenere fino a 8.000 spettatori. Lo stadio ha file di sedili nei lati sinistro e destro. A ovest dello stadio si trovano una piccola collina e un altopiano.
Oltre all'Académica, in questo stadio giocano anche altre famose squadre di Praia, tra cui lo Sporting Praia, il Boavista, il Desportivo Praia e il CD Travadores.
Oltre che nell'Estádio da Várzea, l'Académica si allena anche al Sucupira Field, proprio all'angolo nord-ovest dell'incrocio con Rua da Várzea.
Prima del 2006, l'Académica e gli altri club giocavano al Sucupira Field, perché l'Estádio era parzialmente in disuso ed era in fase di ristrutturazione.

## Logo
Il logo è identico a quello dell'Académica de Coimbra, l'unica differenza è che ha la lettera P, la prima lettera della sede del club.

## Divisa
All'attuale divisa della squadra sono state aggiunte delle strisce e il colore dei calzini usati quando la squadra gioca in casa, è stato cambiato in nero.

## Presidenti
| Nome              | Nazionalità | A partire dal | Fino al |
| ----------------- | ----------- | ------------- | ------- |
| Júlio César Tomar | Capo Verde  | sconosciuto   | 2016    |
| Kiki              | Capo Verde  | dal 2016      |         |

## Allenatori
| Nome                  | Nazionalità | A partire dal   | Fino al   |
| --------------------- | ----------- | --------------- | --------- |
| Toka                  |             | intorno al 1964 | 1968      |
| Celestino Mascarenhas | Capo Verde  | 2011            | 2012/13   |
| José Barros           | Capo Verde  | 2014            | 2016      |
| Janito Carvalho       | Capo Verde  | 2016            | fine 2017 |
| Lito                  | Capo Verde  | da gennaio 2018 |           |

## Rivalità
L'unica rivalità del club a livello regionale è con lo Sporting Praia. Le squadre si sfidano spesso in quello che è conosciuto come Praia derby.

## Palmarès

### Titoli nazionali
- - Campionato di Capo Verde : 2

Prima dell'indipendenza:
1965
Dall'indipendenza:
2018
- - Taça Nacional de Cabo Verde : 1

2007
- Titoli di campionati regionali: 7
  - Lega Regionale di Santiago: 2

1964/65, 1967/68
- - Campionato dell'isola di Santiago : 2

1988/89, 2009
- - Prima Divisione di Santiago Sud : 3

2003/04, 2008/09, 2017/18
- Titoli di coppe regionali: 3
  - Coppa dell'Isola di Santiago : 2

1986, 1994
- - Coppa della Zona Sud di Santiago (Praia): 1

2006/07

## Statistiche
Alla fine della stagione 2017-18
- Miglior piazzamento: Semifinalista (nazionale)
- Miglior posizione in una competizione di coppa: 1°, Vincitore (nazionale)
- Presenze nel concorso nazionale:
  - Totale: 7
    - Era coloniale: 2
    - Dall'indipendenza: 5
- Presenza in una competizione di coppa: 2 (nazionali)
- Presenze in una competizione regionale di supercoppa: 2
- Totale punti: 30 (nazionale)
- Stagione migliore:
  - Nazionale (dal 2004): 2009 (13 punti)
  - Regionale: 2018 (18 vittorie, 56 punti)
- Maggior numero di punti in una stagione:
  - Nazionale: 13
  - Regionale: 56, nel 2018[5]
- Maggior numero di gol segnati in una stagione:
  - Nazionale: 15, nel 2009
  - Regionale: 48, nel 2018
- Maggior numero di vittorie in una stagione: 18, nel 2018 
  - Maggior numero di vittorie in casa in una stagione: 6/7
  - Maggior numero di vittorie fuori casa in una stagione: 10, nel 2018
- Partita con il punteggio più alto: Académica 21-0 Garridos, nel 1968